# Ole Henrik Laub
Ole Henrik Laub (Århus, 3 dicembre 1937 – Assens, 22 ottobre 2019) è stato uno scrittore danese.

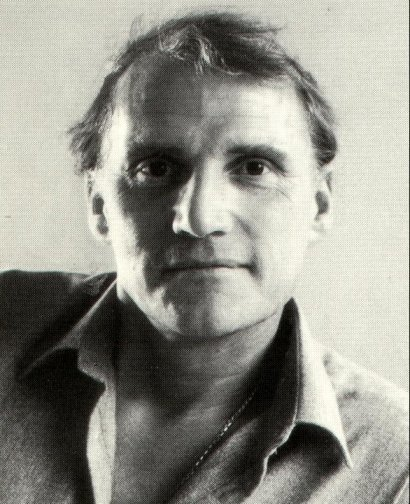
Ole Henrik Laub

Laub ha fatto il suo debutto nel 1967 con Et Svaerd Dyppet i Honning, una raccolta di racconti brevi. Nel frattempo, ha scritto più di cinquanta libri, racconti, romanzi, libri per bambini. Egli ha anche scritto per il palcoscenico e per la radiodrama e svolge per la televisione. Egli è un potente artista quando raccontare storie di persone in danese piccole città, tutte le storie con un tono scuro sinistro.
Laubs padre, Henrik Hansen Laub, era un pittore danese. Henrik Hansen Laub studiato come un giovane artista in Italia nel 1919. E sono tornati per l'isola di Capri fino alla sua morte nel 1980. Laub speso molte estati con il padre a Capri. A Capri il Laubs rimasti a mrs. Mazzoralas Pensione. Stesso luogo sono stati autore italiano Alberto Moravia spendere alcune delle sue estati. Laub ha scritto molte volte del suo incontro con Alberto Moravia, come un ragazzo.
Come suo padre Laub gode anche di dipingere. Egli vernice sotto il nome di Henry Barrach. I suoi quadri sono pieni di storie. Lo stesso ha anche storie scrive.

## Opere
- Et svaerd dyppet i Honning, 1967
- Fumo sul terreno (Roegen langs Jorden), 1968
- Trofeo (Trofae), 2006
- Re di stolti (Fjolsernes Konge), (2007)